# Кутище (Львовская область)
Кутище (укр. Кутище) — село в Подкаменской поселковой общине Золочевского района Львовской области Украины.
Население по переписи 2001 года составляло 213 человек. Занимает площадь 0,886 км². Почтовый индекс — 80672. Телефонный код — 3266.